# ایمی بلوم
ایمی بلوم (انگلیسی: Amy Bloom؛ زادهٔ ۱۸ ژوئن ۱۹۵۳) نویسنده، روان‌شناس، روان درمانگر، رمان‌نویس، نویسندهٔ داستان کوتاه، تهیه‌کننده فیلم، و فیلم‌نامه‌نویس اهل ایالات متحده آمریکا است.
او دانش‌آموختهٔ دانشگاه وسلین و کالج اسمیت است و نامزد دریافت جایزه کتاب ملی و جایزه ملی حلقه منتقدان کتاب بوده‌است. وی پیش‌تر استاد دانشگاه ییل و اینک نویسنده و استاد دانشگاه وسلین است. (از ۱ ژوئیه ۲۰۱۰).
از فیلم‌ها یا مجموعه‌های تلویزیونی که وی در آن‌ها نقش داشته‌است، می‌توان به اژدهای آرزو اشاره نمود.